# I. e. 230
Évszázadok: i. e. 4. század – i. e. 3. század – i. e. 2. század
Évtizedek: i. e. 280-as évek – i. e. 270-es évek – i. e. 260-as évek – i. e. 250-es évek – i. e. 240-es évek – i. e. 230-as évek – i. e. 220-as évek – i. e. 210-es évek – i. e. 200-as évek – i. e. 190-es évek – i. e. 180-as évek
Évek: i. e. 235 – i. e. 234 – i. e. 233 – i. e. 232 –  i. e. 231 – i. e. 230 – i. e. 229 – i. e. 228 – i. e. 227 – i. e. 226 – i. e. 225

## Események

### Balkán
- Teuta illír királynő megtámadja Épeiroszt. Elfoglalja és kirabolja a fővárost, Phoinikét. Az illírek ezután még merészebben támadják az Adrián a kereskedőhajókat és a partmenti görög városokat.
- A dardánok betörnek Makedóniába.

### Róma
- Marcus Aemilius Barbulát és Marcus Iunius Perát választják consulnak.
- Róma követséget küld Teuta illír királynőhöz, hogy felszólítsa a római hajók elleni kalóztámadások beszüntetésére. Eközben az egyik követ, Iucius Coruncanius megsérti a királynőt, mire a hazaúton hajóját feltartóztatják, őt pedig meggyilkolják. Róma felkészül a háborúra, összegyűjtik a flottát és sorozást tartanak.

### Fekete-tenger
- A germán szkírek és basztarnák megostromolják a görög Olbiát a Fekete-tenger északi partján (hozzávetőleges időpont).

### Kína
- Csin állam meghódítja Han államot és ezzel olyan háborúk sorozatát indítja el, melynek végén uralkodója, Csin Si Huang-ti egyesíti Kínát.

## Születések
- Titus Quinctius Flamininus, római államférfi és hadvezér
- Csin Er Si, kínai császár

## Halálozások
- Szamoszi Arisztarkhosz, görög matematikus és csillagász

## Fordítás
- Ez a szócikk részben vagy egészben  a(z)   230 v. Chr. című német Wikipédia-szócikk ezen változatának fordításán alapul.  Az eredeti cikk szerkesztőit annak laptörténete sorolja fel. Ez a jelzés csupán a megfogalmazás eredetét és a szerzői jogokat jelzi, nem szolgál a cikkben szereplő információk forrásmegjelöléseként.